# Prospătura
Prospătura este o operă literară scrisă de Ion Luca Caragiale. 